# Transfesa
Transfesa (Transportes Ferroviarios Especiales S.A.) — транспортная компания, базирующаяся в Мадриде, Испания.

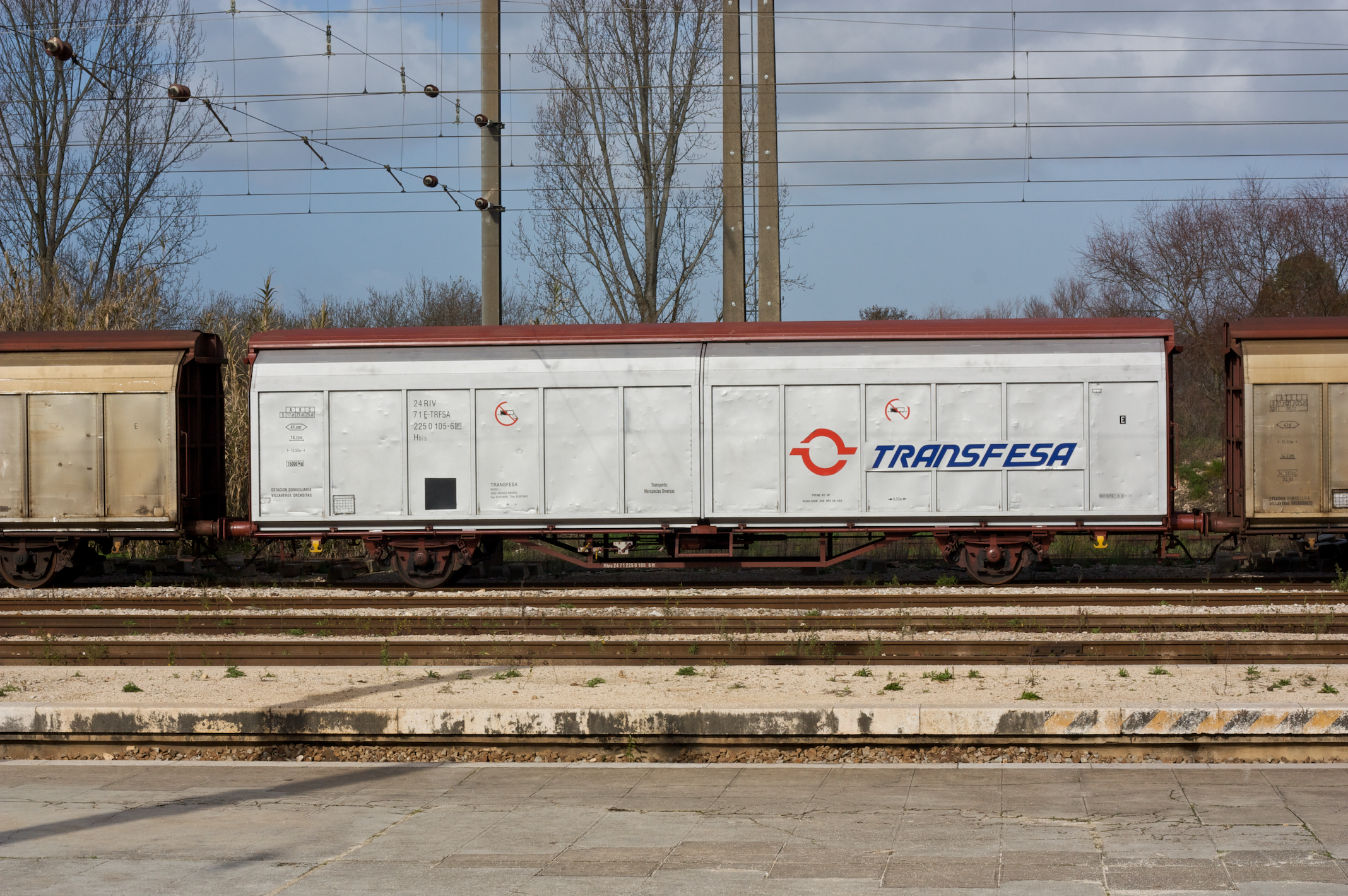

## История
Transfesa была основана в 1943 году.

## Описание компании
Transfesa — поставщик транспортных и логистических услуг и европейский интермодальный оператор.
По состоянию на 2007 год компания имеет пять крупных терминалов в Испании в Мадриде, Барселоне, Валенсии, Сарагосе и Бургосе, а также десять интермодальных (автомобильных железнодорожных) логистических объектов. Транспортный парк компании насчитывает более 7000 железнодорожных вагонов, более 2000 сменных кузовов и более 200 грузовиков.
Компания также управляет двумя станциями по смене колеи на границе Франции и Испании.
В августе 2007 года Deutsche Bahn приобрела контрольный пакет акций компании. Поглощение было одобрено в 2008 году, когда Deutsche Bahn приобрела 55,1 % компании за 135 миллионов евро. RENFE и SNCF являются миноритарными акционерами.
В 2022 году её акции были распределены между Deutsche Bahn Ibérica Holding (70,29 %), Renfe (20,35 %), казначейскими акциями (9,11 %) и миноритарными акционерами (0,24 %).